# Hackintosh

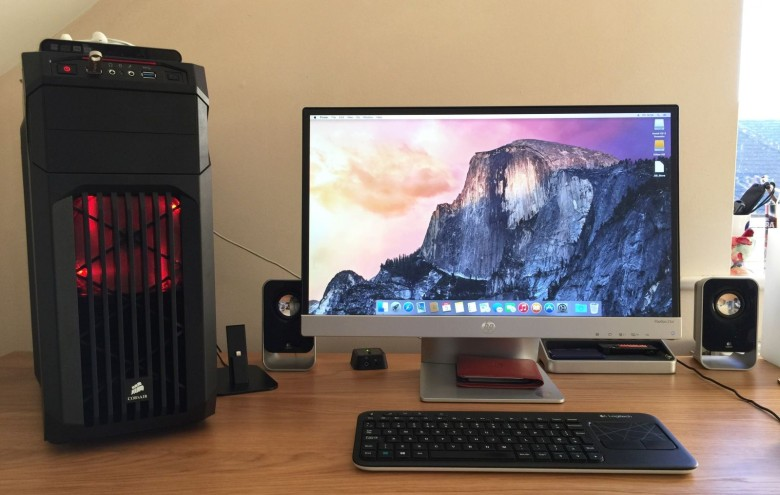
Hackintosh chạy OS X Yosemite

Hackintosh (một từ ghép của "Hack" và "Macintosh"), là một thuật ngữ chỉ máy tính thông thường (thường là chạy Windows) có khả năng chạy hệ điều hành Macintosh ("macOS" hay "OS X") và cũng chỉ nó có thể chạy trên phần cứng không phải của Apple. Khái niệm "Hackintosh" được khởi đầu từ kết quả của quá trình chuyển đổi vào năm 2005 của Apple từ bộ xử lý PowerPC sang Intel. Kể từ năm 2005, máy tính Mac chuyển sang sử dụng cùng một kiến trúc x86-64 như nhiều máy tính cá nhân, máy tính xách tay và máy chủ chạy các hệ điều hành khác như Windows, Linux do đó cấu trúc của chúng khá gần nhau, vì vậy một số lập trình viên đã thực hiện nhiều thử nghiệm để can thiệp vào hệ thống macOS, chỉnh sửa lại sao cho hệ thống macOS có thể chạy được trên các máy tính thường và vượt qua các rào cản từ Apple... Các lợi ích của Hackintosh có thể bao gồm chi phí (phần cứng cũ hơn, rẻ hơn), dễ sửa chữa và nâng cấp từng phần và tự do sử dụng các lựa chọn tùy chỉnh các thành phần không có sẵn (hoặc không có sẵn cùng nhau) trong các sản phẩm của Apple. macOS cũng có thể được chạy trên một số nền tảng ảo hóa không phải của Apple, nhưng các hệ thống như vậy thường không được mô tả là Hackintosh. Máy tính xách tay Hackintosh đôi khi còn được gọi là "Hackbook".
Giấy phép phần mềm của Apple cho macOS chỉ cho phép sử dụng phần mềm trên các máy tính "mang nhãn hiệu Apple". Tuy nhiên, vì các máy tính Macintosh hiện đại sử dụng phần cứng dựa trên Intel, nên có một vài hạn chế khiến phần mềm không chạy trên các loại PC dựa trên Intel khác. Đáng chú ý, các công ty như Psystar đã cố gắng phát hành sản phẩm sử dụng macOS trên các máy không phải của Apple, mặc dù nhiều hệ thống Hackintosh được thiết kế chỉ bởi những người đam mê macOS của các cộng đồng Hackintosh khác nhau.

## Các vấn đề pháp lý và sự phản đối của Apple
Apple không cho phép sử dụng Mac OS X trên bất kỳ PC x86 nào ngoài những PC mà họ đã tự phát triển. Công ty đã sử dụng các phương tiện kỹ thuật, để buộc Mac OS vào các hệ thống đã được phân phối cho các nhà phát triển sau khi thông báo chuyển sang chip Intel.
MacOS EULA cấm cài đặt macOS trên "máy tính không mang nhãn hiệu Apple". Vào ngày 3 tháng 7 năm 2008, Apple đã đệ đơn kiện Psystar Corporation vì vi phạm hạn chế này, trong số các khiếu nại khác. Apple tuyên bố Psystar "đã vi phạm Đạo luật bản quyền thiên niên kỷ kỹ thuật số (DMCA) bằng cách né tránh các công nghệ chống sao chép mà Apple sử dụng để bảo vệ Mac OS X". Cụ thể, Apple đã buộc Psystar mua lại hoặc tạo mã "tránh, bỏ qua, xóa, giải mã, giải mã, hủy kích hoạt hoặc làm suy yếu biện pháp bảo vệ công nghệ mà không có thẩm quyền của Apple nhằm mục đích truy cập trái phép vào các tác phẩm có bản quyền của Apple."  Bản tóm tắt này tiết lộ rằng Apple xem xét các phương pháp mà họ sử dụng để ngăn macOS được cài đặt trên phần cứng không phải của Apple để được bảo vệ bởi Đạo luật bản quyền thiên niên kỷ kỹ thuật số (DMCA).
Vào ngày 13 tháng 11 năm 2009, tòa án đã cho chuyển động của Apple để phán quyết tóm tắt và nhận thấy bản quyền của Apple đã bị vi phạm cũng như DMCA khi Psystar cài đặt hệ điều hành của Apple trên các máy tính không phải của Apple. Một phiên điều trần về các biện pháp khắc phục đã được tổ chức vào ngày 14 tháng 12.
Vào ngày 14 tháng 1 năm 2009, trang web Lab Lab của Wired Magazine đã đăng một video hướng dẫn cài đặt Mac OS X trên netbook MSI Wind, nhưng đã gỡ bỏ nó sau một khiếu nại từ Apple. Hướng dẫn bằng văn bản vẫn còn, nhưng bao gồm từ chối trách nhiệm vi phạm EULA.
Vào ngày 15 tháng 5 năm 2012, vụ kiện giữa Apple và Psystar kết thúc. Tòa án phán quyết rằng Psystar đã "vi phạm quyền sinh sản độc quyền của Apple, quyền phân phối và quyền tạo ra các tác phẩm phái sinh", và chấm dứt vụ kiện.